# Gnuzilla
Gnuzilla je svobodná verze balíku webových aplikací Mozilla Suite. Součástí projektu je též svobodná verze Firefoxu pojmenovaná GNU IceCat.